# 无眼弱蛛
无眼弱蛛（学名：Leptoneta anocellata）为弱蛛科弱蛛属的动物。在中国大陆，分布于浙江等地，常见于洞穴之中。该物种的模式产地在浙江金华。